# 长丰街道 (石家庄市)
长丰街道，是中华人民共和国河北省石家庄市长安区下辖的一个乡镇级行政单位。

## 行政区划
长丰街道下辖以下地区：
沿西街社区、运河桥社区、北方社区、沿东社区、长丰联合社区、沿丰社区、康馨雅苑社区、亚龙社区、北翟营社区、南翟营村和土贤庄村。